# Lake Peigneur
Lake Peigneur je jezero v Iberia Parish v americkém státě Louisiana o rozloze 445 hektarů. Původně bylo sladkovodní, v důsledku katastrofy způsobené lidskou činností v roce 1980 se změnilo na slané.
Jezero bylo původně hluboké okolo tří metrů, pod jeho dnem provozovala firma Cargill solný důl. V noci z 20. na 21. listopadu 1980 dělníci budující na jezeře ropnou plošinu pro společnost Texaco kvůli chybě v navigaci prorazili vrtákem strop solné kupole, voda začala vnikat do šachet dolu a rozpouštět sůl, čímž se kaverny způsobené těžbou dále zvětšovaly a dno jezera se zhroutilo. Vznikl ohromný vír, který pohltil ropnou plošinu, lodi zakotvené na jezeře i velké kusy břehu se stromy, automobily a rybářskými chatami. Když všechna voda jezera natekla do hlubin země, začala na její místo průplavem spojujícím jezero s Mexickým zálivem proudit slaná mořská voda. Vodopád byl vysoký až padesát metrů, stlačený vzduch v podzemí pak vyrážel na povrch a vytvářel gejzíry tryskající až do výše 120 metrů. Zmizel Jeffersonův ostrov s botanickou zahradou, který se na jezeře nacházel, zaplavením dolu se jezero prohloubilo na více než šedesát metrů, původní faunu nahradily mořské druhy.
Všechny pracovníky dolu i ropné plošiny se podařilo evakuovat, takže nedošlo ke ztrátám na lidských životech. Texaco a stavební firma Wilson Brothers byly odsouzeny k úhradě škody ve výši 45 milionů amerických dolarů.